# Conrad M. Arensberg
Conrad Maynadier Arensberg (* 12. September 1910 in Pittsburgh; † 10. Februar 1997 in Hazlet, New Jersey) war ein US-amerikanischer Anthropologe, Soziologe und Hochschullehrer.

## Leben und Wirken
Conrad M. Arensberg studierte von 1927 bis 1931 Sozialwissenschaften, vor allem Anthropologie, an der Harvard University und legte dort sein Bachelorexamen ab. Nach einem anschließenden Studienaufenthalt an der University of Cambridge (Trinity College), wo er sich mit Rechtswissenschaft beschäftigte, hielt er sich zu Forschungszwecken in Irland auf. Er hatte sich bereits an der Harvard University an einem Forschungsprojekt über das ländliche Leben in Irland beteiligt und betrieb hier nun Feldforschung. Hieraus folgte 1934 seine Dissertation an der Harvard University. Bis 1937 hielt er sich dann als Forschungsassistent an dieser Universität auf und betrieb auch weiterhin seine auf Irland bezogenen Forschungsarbeiten. Von 1937 bis 1940 lehrte er am Massachusetts Institute of Technology und anschließend für kurze Zeit an der City University of New York. Während der Kriegsjahre diente er als Soldat. Ab 1946 war Arensberg dann Professor für Soziologie und Anthropologie an der Columbia University und trat 1979 in den Ruhestand.
Arensberg wirkte vor allem auf dem Gebiet der Sozialanthropologie. Seine Arbeiten über die Gesellschaft in Irland gehörten längere Zeit zu den ersten überhaupt. Kurze Zeit war er Forschungsdirektor am UNESCO-Institut für Sozialwissenschaften in Köln. Außerdem wirkte er an der Redaktion von Fachzeitschriften mit und war 1980 Präsident der American Anthropological Association.

## Veröffentlichungen (Auswahl)
- (mit Solon T. Kimball): Family and community in Ireland. Harvard University Press, Cambridge, Mass. 1948 (3. Aufl. Clasp Press, Ennis, County Clare 2001, ISBN 1-900545-13-6).
- Industrielle Sozialforschung in den USA auf neuen Wegen. In: Soziale Welt, Bd. 1 (1950), S. 14–20.
- (Hrsg.): Research in industrial human relations. Harper, New York 1957.
- (mit Geoffrey Tootell): Plant sociology. Real discoveries and new problems. In: Mirra Komarovsky (Hrsg.): Common frontiers of the social sciences. Free Press, Glencoe, Ill. 1957, S. 310–337.
- The Irish countryman. An anthropological study. Peter Smith, Gloucester, Mass. 1959 (Nachdruck: Prospect Heights, Waveland 1988, ISBN 0-88133-401-4).
- The American family in the perspective of other cultures. In: Eli Ginzberg (Hrsg.): The family and social change. Columbia University Press, New York 1960, S. 50–75.
- Die Gemeinde als Objekt und Paradigma. In: René König/Heinz Maus (Hrsg.): Handbuch der empirischen Sozialforschung. Bd. 1. Enke, Stuttgart 1962, S. 498–521.
- (mit Solon T. Kimball): Culture and community. Harcourt, Brace & World, New York 1965.
- Cultural change and guaranteed income. In: Robert Theobald (Hrsg.): The guaranteed income. Next step in economic evolution? Doubleday, Garden City, NY 1966, S. 199–223.
- Anthropology. In: Charles Jelavich (Hrsg.): Language and area studies. East central and Southeastern Europe. A survey. University of Chicago Press, Chicago 1969, S. 249–266, ISBN 0-226-39615-0.
- Anthropology as history. In: Karl Polanyi u. a. (Hrsg.): Trade and market in the early empires. Economies in history and theory. Henry Regnery Company, Chicago 1971, S. 97–113.
- (mit Arthur H. Niehoff): Introducing social change. 2. Aufl. Aldine de Gruyter, New York 1971, ISBN 0-202-01072-4.

Festschrift
- Owen M. Lynch (Hrsg.): Culture and community in Europe. Essays in honor of Conrad M. Arensberg. Hindustan Publ. Corporation, Delhi 1984.